# Zalacséb-Salomvár vasútállomás
Zalacséb-Salomvár vasútállomás egy Zala vármegyei vasútállomás, Zalacséb településen, a GYSEV üzemeltetésében.
A belterület déli szélén helyezkedik el, a másik névadó község, Salomvár közigazgatási határától alig 200 méter, központjától bő 1 kilométer távolságra, közvetlenül a 7411-es út mellett. Közúti megközelítését az említett útból kiágazó, rövidke bekötőút biztosítja.

## Vasútvonalak
Az állomást az alábbi vasútvonalak érintik:
- Boba–Bajánsenye-vasútvonal

## Kapcsolódó állomások
A vasútállomáshoz az alábbi állomások vannak a legközelebb:
- Zalaszentgyörgy megállóhely (Boba–Bajánsenye-vasútvonal)
- Budafa megállóhely (Boba–Bajánsenye-vasútvonal)

## Forgalom
| Járat        | Útvonal | Gyakoriság |
| ------------ | --- | ---------- |
| személyvonat | Zalaegerszeg – Zalaegerszeg-Ola – Andráshida – Bagod – Zalaszentgyörgy – Zalacséb-Salomvár – Budafa – Zalapatakalja – Zalalövő – Felsőjánosfa – Pankasz – Nagyrákos – Őriszentpéter – Bajánsenye – Hodoš (Őrihodos) | Napi 6 pár |